# Mausoleu de Jaume I
El mausoleu de Jaume I és una obra modernista de Tarragona protegida com a Bé Cultural d'Interès Local. Als inicis del segle XX es projectà la construcció d'un mausoleu per acollir les despulles del rei Jaume I que es trobaven llavors a l'interior de la Catedral de Tarragona, i des de l'any 1992 el mausoleu està ubicat en un dels patis de l'ajuntament de la ciutat.

## Història del mausoleu
Els antecedents de la construcció del mausoleu els trobem l'any 1835, quan es profanaren les tombes reials del monestir de Poblet i s'escamparen pel temple les despulles dels monarques. Mossèn Antoni Serret, rector de l'Espluga de Francolí, les va recollir i va identificar les que podrien pertànyer a Jaume I per la seva grandària, basant-se en la crònica de Bernat Desclot que deia que el rei era major que altre hom un palm. Les restes foren custodiades a l'església de Sant Miquel de l'Espluga, després al Govern Civil de Tarragona i finalment, passaren a la capella del Corpus Christi de la catedral de Tarragona. Aleshores, aprofitant fragments de panteons de Poblet, es feu una tomba per acollir el suposat cos de Jaume I que es col·locà el 7 d'octubre de 1856 al rerecor. Es volia construir un altre sarcòfag per la resta de despulles reials, però de moment es guardaren en una urna de fusta a la capella del Corpus.
Cinquanta anys després la Comissió de Festes de l'Ajuntament, la Comissió de Monuments de Tarragona i la Societat Arqueològica, promogueren la construcció del segon sarcòfag, tal com queda reflectit a l'acta de la Comissió de Monuments, del dia 5 de maig de 1906, on es va proposar “el traslado a sitio decoroso de los restos de los reyes de Aragón, reinas e infantes, procedentes de los Panteones reales de Poblet, a cual fin podria construirse un sarcófago que hiciera pendant con el existente en la Catedral que guarda los restos del rey D. Jaime I, también de aquella procedencia”. L'acta també diu que s'hauria de “solicitar la oportuna autorización para realizar por cuenta del Estado el sarcófago que se interesa”.
Quan la subvenció de l'Estat fou aprovada, se li encomanà l'obra a Lluís Domènech i Montaner. L'any 1908 l'arquitecte va presentar un projecte per construir dos panteons, que es col·locarien al creuer de la catedral. Ni l'Arquebisbe ni el Capítol no acceptaren l'emplaçament i, després d'un ampli debat, va prevaler l'opinió de l'Arquebisbe, de fer un sol panteó, el del rei Jaume, i situar-lo al rerecor, simètricament al ja existent. L'any 1912 s'anuncià que el mausoleu de Jaume I podria estar dins la capella del Baptisteri, metre que les altres despulles reials anirien al sarcòfag que aleshores acollia les del Conqueridor. No es va acceptar tampoc aquesta nova ubicació, ni la de la capella de Santa Llúcia que es va proposar posteriorment. A la premsa de l'època es pot fer un seguiment de la polèmica sobre l'emplaçament i de les crítiques a l'estil modernista del mausoleu que, segons els seus detractors, quedava molt lluny de la senzillesa i la serenitat clàssiques.
El 1923 morí Domènech i Montaner i el seu fill, Pere Domènech i Roura, es feu càrrec d'acabar l'obra. L'any següent arribaren a Tarragona les primeres peces i sembla que el 1927 ja estarien quasi totes llestes; el 10 de gener d'aquell any el marbrista Narcís Gosch i Boix escrigué una carta demanant la liquidació dels treballs que se li devien. Aquest escultor, veritable autor material del monument, seguia reclamant el 1930 el cobrament dels treballs i les despeses d'emmagatzematge al seu taller de Barcelona; lamentablement, encara es va veure obligat a demanar – sense cap resultat positiu – la resta del pagament en una darrera carta de 25 d'agost de 1936, ja esclatada la guerra, que va adreçar al president de la Generalitat, perquè suposava que l'Estat havia traspassat al govern català el pressupost de l'obra.
L'obra dels Domènech no es va arribar a muntar. Als anys quaranta la comunitat de monjos cistercencs va tornar a Poblet i aleshores es plantejà també el retorn dels cossos reials, que es dipositaren finalment al monestir el juny de 1952, als nous sepulcres fets per l'escultor Frederic Marès. Per tot això, el mausoleu perdé la seva funció de tomba i restà oblidat en un magatzem de la Seu, a l'antic refectori dels canonges.
El març de 1970 el Capítol el cedí a la ciutat, per instal·lar-lo a la via pública. Hom pensava que el mausoleu es col·locaria a prop de la catedral, però es va proposar el Camp de Mart, que aleshores s'estava urbanitzant.
L'any 1976, amb motiu del setè centenari de la mort de Jaume I, es pensà que caldria fer-li un monument, o restaurar el que bastí Domènech i Montaner. La decisió final es prengué a les darreries de 1985, anunciant que el panteó guardat a l'antic Escorxador, presidiria una de les entrades del futur parc de la Ciutat, a la Quinta de Sant Rafael, que fins i tot es podria dedicar a Jaume I.
Un any després, els germans Eustaqui i Miquel Vallès i Helena Calaf iniciaren la restauració. En l'exposició sobre el resultat dels seus treballs, el juny de 1987, manifestaren que caldria preservar l'obra de la llum i la humitat, ja que estava concebuda per romandre a l'interior d'un edifici, i l'aire i el sol provocarien la pèrdua del color i fins i tot la caiguda de les tessel·les de vidre.
L'any 1988 es tornà a proposar instal·lar el mausoleu a l'interior de la Quinta de Sant Rafael, però tres anys més tard es va decidir fer-ho al Palau Municipal, a l'antic pati de la Diputació que s'estava remodelant. El 15 de maig del 1992 s'inicià el trasllat de les peces, sota la direcció de l'escultor Bruno Gallart Pardo i el 19 de novembre, Jordi Pujol, president de la Generalitat de Catalunya, inaugurà el monument, un dels més importants que hi ha a Tarragona.

## Parts del mausoleu
El mausoleu, tal com el tenim avui és un monument funerari de grans dimensions, construït bàsicament en tres cossos: la base, el sarcòfag i el baldaquí. Fa uns nou metres d'alçada, sis de llargada o profunditat i tres en la part frontal.
El basament és un gran podi de pedra calcària de color granat que recorda el pòrfir dels sepulcres tardoromans, com el del rei Pere II a Santes Creus. A l'extrem superior s'hi representen unes ones, a sobre de les quals navegaria el vaixell mortuori. És la més sòbria de les tres parts del monument, de la que destaquen decorativament els quatre segells reials i els dos institucionals que pengen de la part superior, tres a banda i banda del bloc.
El segon cos el forma un vaixell que simbòlicament transporta la tomba del rei. A l'entorn de Jaume I s'hi havien bastit moltes llegendes, i en uns moments de retrobament de la identitat de Catalunya, resultava molt escaient la imatge del vaixell que igual podia endur-se les despulles reials - com era costum entre els pobles nòrdics- que retornar el seu esperit per redreçar la pàtria. Dins d'aquesta part del monument hi ha, també, uns elements arquitectònics per sostenir el dosseret i els pinacles del tercer cos. De fet, el cenotafi ofereix un aspecte d'obra arquitectònica i és precisament a la tomba on es pot parlar més pròpiament d'escultura. La nau que al·legòricament acull el cos del rei, que obrí els camins de la mar a Catalunya, té al davant una figura femenina com els antics mascarons dels vaixells i sosté amb les seves mans alçades una corona, feta l'any 1992 pels germans Joan i Vidal Blàzquez. A la popa, un àngel du una senyera de bronze, i a sobre de la tomba hi ha tres corones que representen els regnes d'Aragó, Mallorca i València. El sepulcre està cobert per un tapís de mosaic i a cada lateral tres àligues bicèfales mostren escuts heràldics del monarca.
El baldaquí és un element que ja s'utilitzava a les antigues basíliques cristianes i en aquest cas, està ornat amb mosaic i accentua el caire majestàtic del mausoleu, alhora que en reforça la seva concepció arquitectònica. S'aguanta sobre tres arcs d'aspecte trilobulat a cada costat, que al recolzar sobre les finíssimes columnes evoquen els finestrals triforats gòtics. La part davantera i posterior del dosser recolza també sobre un arc, més peraltat que els laterals, i emmarcant les dues figures descrites anteriorment, dona la imatge d'un arc triomfal. La part interna té al centre un gran escut de Catalunya i vol simbolitzar la imatge del cel que, hipotèticament, veuria el rei des del seu darrer llit.

## Jaume I: la figura històrica
El rei Jaume I (Montpeller, 1208 - València, 1276) fou anomenat el Conqueridor perquè durant el seu regnat es conquerí Mallorca, Menorca, Eivissa, el País Valencià des de Morella fins a Xàtiva, i fins i tot també Múrcia, que oferí al rei de Castella. Impulsà el comerç amb els pobles del nord de l'Àfrica, i amb el matrimoni del seu fill Pere amb Constança de Sicília, inicià l'expansió per la Mediterrània. Impulsà, també, la redacció del Llibre del Consolat de Mar, que fou el primer codi de costums marítims. Protegí els jueus, impulsà les reformes monetàries i el moviment jurídic, i intervingué en l'estructuració i la cristal·lització d'institucions polítiques i administratives cabdals. A tots els Països Catalans es venera la seva figura com la del plasmador de llur definitiva personalitat.